# Maria Wörth
Maria Wörth è un comune austriaco di 1 545 abitanti nel distretto di Klagenfurt-Land, in Carinzia; si trova sulla riva meridionale del Wörthersee, il lago al quale dà il nome. È stato istituito nel 1903 per scorporo dal comune di Schiefling am See, inglobando anche il comune catastale di Reifnitz fino ad allora appartenuto al comune di Keutschach am See. È gemellata con la città italiana di Codroipo (Friuli-Venezia Giulia).

## Monumenti e luoghi d'interesse
- Villa Schwarzenfels
- Castello di Reifnitz